# Adetus catemaco
Adetus catemaco là một loài bọ cánh cứng trong họ Cerambycidae.